# Ponce Inlet
Ponce Inlet is een plaats (town) in de Amerikaanse staat Florida, en valt bestuurlijk gezien onder Volusia County.

## Demografie
Bij de volkstelling in 2000 werd het aantal inwoners vastgesteld op 2513.
In 2006 is het aantal inwoners door het United States Census Bureau geschat op 3192, een stijging van 679 (27.0%).

## Geografie
Volgens het United States Census Bureau beslaat de plaats een oppervlakte van
38,0 km², waarvan 11,2 km² land en 26,8 km² water.

## Plaatsen in de nabije omgeving
De onderstaande figuur toont nabijgelegen plaatsen in een straal van 16 km rond Ponce Inlet.